# Dendrosporium lobatum
Dendrosporium lobatum är en svampart som beskrevs av Plakidas & Edgerton ex J.L. Crane 1972. Dendrosporium lobatum ingår i släktet Dendrosporium, divisionen sporsäcksvampar och riket svampar.   Inga underarter finns listade i Catalogue of Life.